# Resolución 260 del Consejo de Seguridad de las Naciones Unidas
La resolución 260 del Consejo de Seguridad de las Naciones Unidas, adoptada por unanimidad el 11 de septiembre de 1968, después de examinar la solicitud de Guinea Ecuatorial para la membresía en las Naciones Unidas, el Consejo recomendó a la Asamblea General que Guinea Ecuatorial fuese admitida.

## Contexto histórico
Los territorios insulares y continentales fueron reunidos en 1926 bajo el nombre de colonia de la Guinea Española. Los reinos tribales desaparecieron progresivamente, mientras la administración colonial reforzaba su autoridad. España no concedió tanto interés a sus posesiones africanas como las demás potencias coloniales; desarrolló, sin embargo, grandes plantaciones de cacao en la isla de Bioko, en las cuales trabajaban obreros agrícolas nigerianos. Al iniciarse la Guerra Civil Española, la Guinea Española permaneció en el campo republicano hasta que los nacionalistas se apoderaron de ella en septiembre de 1936. 
En 1959 los territorios españoles del golfo de Guinea adquieren el estatus de provincia española de ultramar, parecido al de las provincias de territorio metropolitano. La ley del 30 de julio de 1959 les da la denominación oficial de Región ecuatorial española - región que está dividida en dos provincias: Fernando Poo y Río Muni; está administrada por un gobernador general que ejerce todos los poderes civiles y militares. 
El 15 de diciembre de 1963, el ejecutivo español sometió a referéndum un proyecto de autonomía, aprobado por una aplastante mayoría. Los territorios adoptan pues el nombre de Guinea Ecuatorial, la nueva entidad está dotada de una Asamblea general, de un Consejo de gobierno y de un Comisario general, con órganos particulares para cada provincia. El Comisario general nombrado por el ejecutivo español dispone poderes extensos, pero la Asamblea general de Guinea Ecuatorial tiene la iniciativa de las leyes y de los reglamentos. 
En noviembre de 1965, la IV Comisión de la Asamblea General de las Naciones Unidas aprobó un proyecto de resolución en el cual se pedía al régimen de Franco fijar tan pronto como fuera posible una fecha para la independencia de Guinea Ecuatorial. En diciembre de 1966, el Consejo de los ministros se pone de acuerdo sobre la organización de una Conferencia constitucional. Esta conferencia se abre en octubre de 1967; fue presidida por Fernando María Castiella, ministro de Asuntos Exteriores. Federico Ngomo presidió la delegación guineana.

## Texto
- Resolución 260, en fr.wikisource.org
- Resolución 260, en.wikisource.org